# هيكتور جارا
هيكتور جارا (بالإسبانية: Héctor Jara)‏ هو لاعب كرة قدم ومدرب كرة قدم تشيلي، ولد في 1950 في تشيلي. لعب مع هواتشيباتو.